# Révolte de Perpignan
 (novembre 2020).
Si vous disposez d'ouvrages ou d'articles de référence ou si vous connaissez des sites web de qualité traitant du thème abordé ici, merci de compléter l'article en donnant les références utiles à sa vérifiabilité et en les liant à la section « Notes et références ».
La révolte de Perpignan est l'un des épisodes de la croisade contre la couronne d'Aragon. En mai 1285, la ville de Perpignan dut être prise et consolidée comme point de départ de l'invasion, car sa situation sur la plaine du Roussillon et sa proximité avec la frontière avec le royaume de France en faisaient une enclave incontournable.

## Contexte
Le pape Martin IV, qui avait succédé à Clément IV, déclara le roi Pierre le Grand privé de ses royaumes en raison de l'intervention catalane en Sicile après les vêpres siciliennes, et donna l'investiture en tant que roi d'Aragon, roi de Valence et Comte de Barcelone le 27 août 1283 à Charles Ier d'Anjou, deuxième fils du roi Philippe III de France, couronné le 27 février 1284 à Paris.
L'armée croate quitta Perpignan le 13 mai 1285 en direction des Pyrénées, campant au Boulou, mais ayant trouvé une forte résistance au col de Panissars et à Montesquieu, elle se retira à Perpignan.

## Développement militaire
Philippe III le Hardi a voulu sécuriser Perpignan et a envoyé Ramon Roger de Pallars, un allié du roi de France, qui voulait au parlement avec les citoyens les plus en vue de la ville, qui ont été enlevés et leurs biens confisqués. qui a provoqué la révolte de la ville.
Lorsque les troupes françaises, un millier de chevaliers accompagnés d'arbalétriers et de lanciers, les défenseurs de la ville les attaquèrent avec leurs arbalètes et en lançant des pierres, et les croisés crurent que Pierre le Grand était dans la ville. Philippe l'Ardite envoya à la ville Eustache de Beaumarchais et Roger-Bernard III de Foix, qui négocia la reddition en échange de pardon et de nourriture pour les croisés, ou pour être assiégés, conditions que les citoyens acceptèrent.

## Conséquences
Quelques jours plus tard, la ville d'Elne s'est également révoltée, mais a été assiégée et incendiée. Enfin, les croisés traversèrent les Pyrénées par le col de la Maçana et campèrent devant les murs de Peralada, qui était alors le quartier général de Pierre le Grand, où il s'était retiré pour ne pas être entouré par les Pyrénées.